# Барт Де Клерк
Барт де Клерк (на нидерландски: Bart De Clercq) е белгийски професионален колоездач. Роден е в Зотегем, Източна Фландрия, на 26 август 1986 година.
Клерк става професионалист през 2011 година в отбора на Omega Pharma-Lotto, като още в същата година участва в Обиколка на Италия и не само това, а печели седмият етап от обиколката.

## Постижения

### 2011Omega Pharma-Lotto
Обиколка на Италия
1-ви, Етап 7
Носител на  от 8 до 10 етап

## Резултати в Големите Обиколки
| Състезание          | 2011 | 2012 | 2013 |
| ------------------- | ---- | ---- | ---- |
| Обиколка на Италия  | 27   | -    | -    |
| Обиколка на Франция | -    | -    | -    |
| Обиколка на Испания | -    | -    | -    |